# 维特尔赛姆
维特尔赛姆（法語：Wittelsheim，法語發音：[vitəlsaim] ⓘ），法国东北部城市，大东部大区上莱茵省的一个市镇，隶属于米卢斯区，其市镇面积为23.63平方公里，2022年1月1日时人口数量为10,364人，在法国市镇中排名第980位。
维特尔赛姆位于上莱茵省西南部，蒂尔河右岸，历史上曾因钾盐开采而兴盛，现有多条公路在此交汇。

## 地名来源
根据地名学家米歇尔·保罗·于尔邦（Michel Paul Urban）的论述，“Wittelsheim”一名最初于公元1183年以“Witolsheim”的形式被记载，意为“小山丘顶端的居民”，该名称亦有可能来自日耳曼语wito或人名Witold。
维特尔赛姆所处区域历史上通行阿尔萨斯语，“Wittelsheim”对应的阿尔萨斯语拼写为“Wittelse”，其对应的读音为“[vidəlsə]”；在当地的双语路牌中则被标记为“Wittelsa”。1871至1918年间，维特尔赛姆被德意志帝国统治，当地官方使用与“Wittelsheim”相同拼写的德语名称。

## 历史

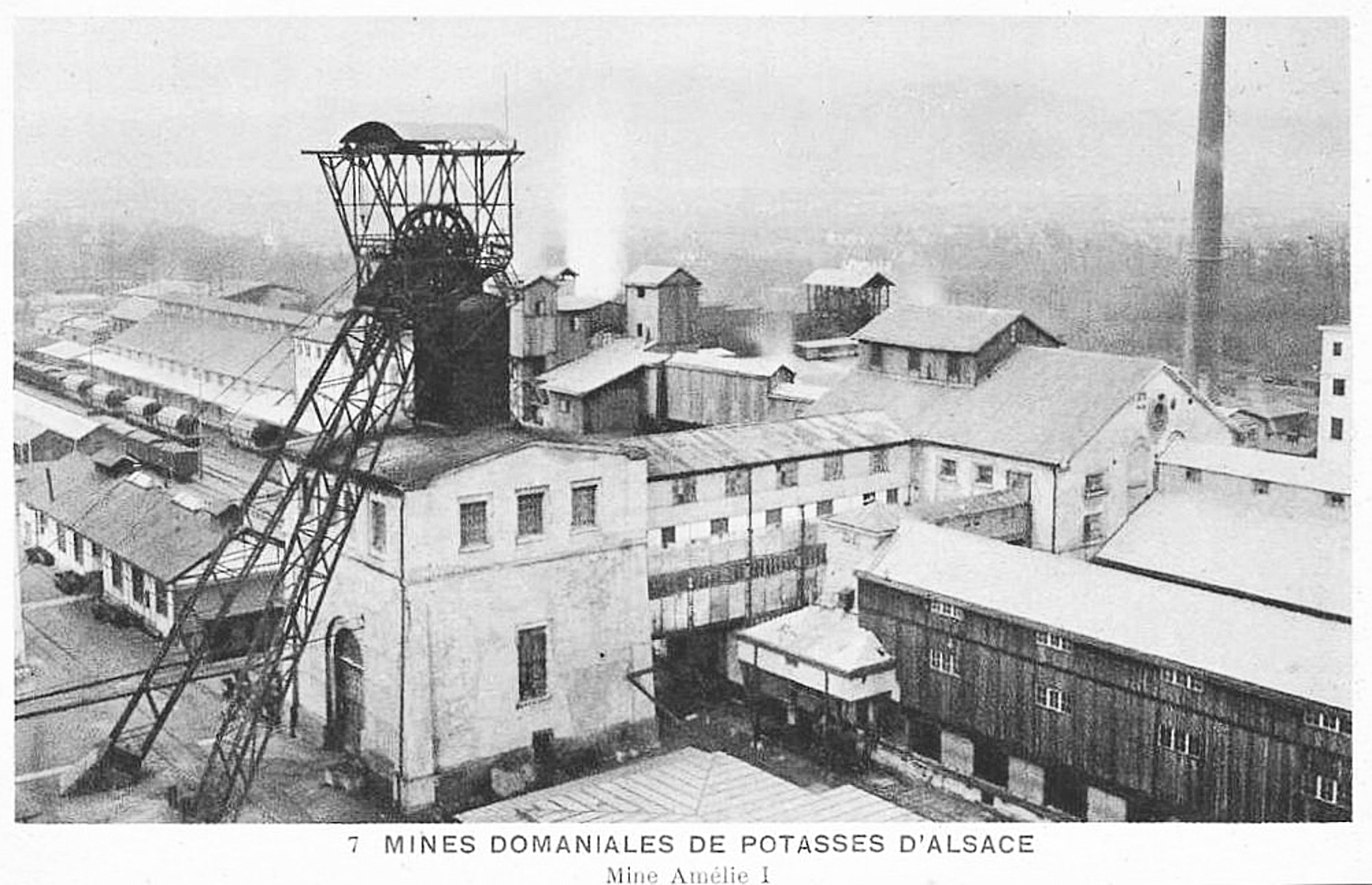
20世纪初维特尔赛姆境内的Amélie一号矿井

维特尔赛姆的早期历史尚不清楚。根据当地官方网站的论述，维特尔赛姆民间传说认为当地在高卢时期就已形成聚落，而当地最初的确切记载则出现于1183年。中世纪中后期，维特尔赛姆先后被巴塞尔主教、阿根巴克领主及Rinck de Baldenstein家族获得。1678年，根据《威斯特伐利亚和约》，维特尔赛姆及其所在的阿尔萨斯被划归法兰西王国。法国大革命后，维特尔赛姆成为上莱茵省的一个市镇，隶属于贝尔福区。19世纪中叶，途经维特尔赛姆的斯特拉斯堡—圣路易铁路建成通车。普法战争结束后，维特尔赛姆及其所处的阿尔萨斯-洛林地区被划入德意志帝国，并被划入新设立的坦恩县。二十世纪初，维特尔赛姆境内发现钾盐资源并得到开采，当地由此开辟了多处矿场，并新建了多处工人居民区，维特尔赛姆的人口数量数量快速增加。一战结束后，阿尔萨斯-洛林地区根据《凡尔赛条约》重归法国，维特尔赛姆改属坦恩区。第二次世界大战期间，维特尔赛姆被纳粹德军控制，1945年2月3日法军为歼灭纳粹对该地进行了猛烈轰炸，致使当地90%的建筑被毁。战争结束后，维特尔赛姆受到了来自法国中部谢尔省战后重建协会的帮助。2014年，维特尔赛姆被划入米卢斯区。2023年，维特尔赛姆历史文化社团正式成立。

## 地理

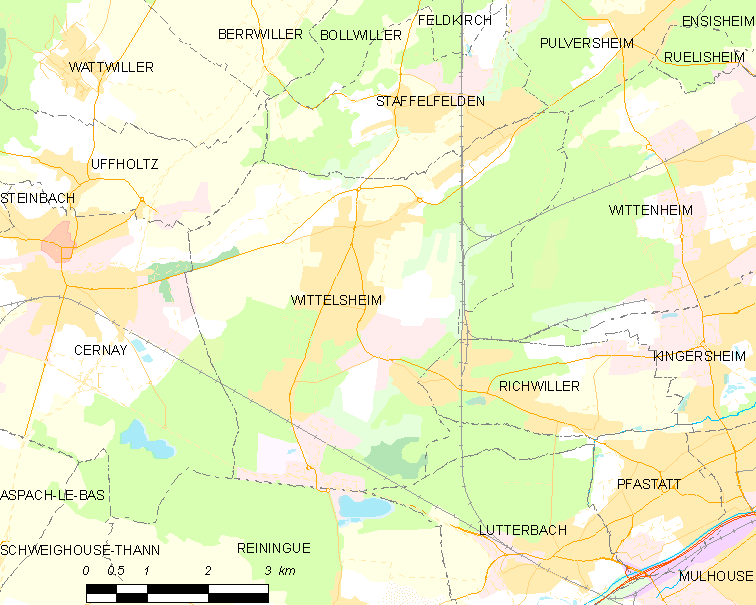
维特尔赛姆市镇范围地图

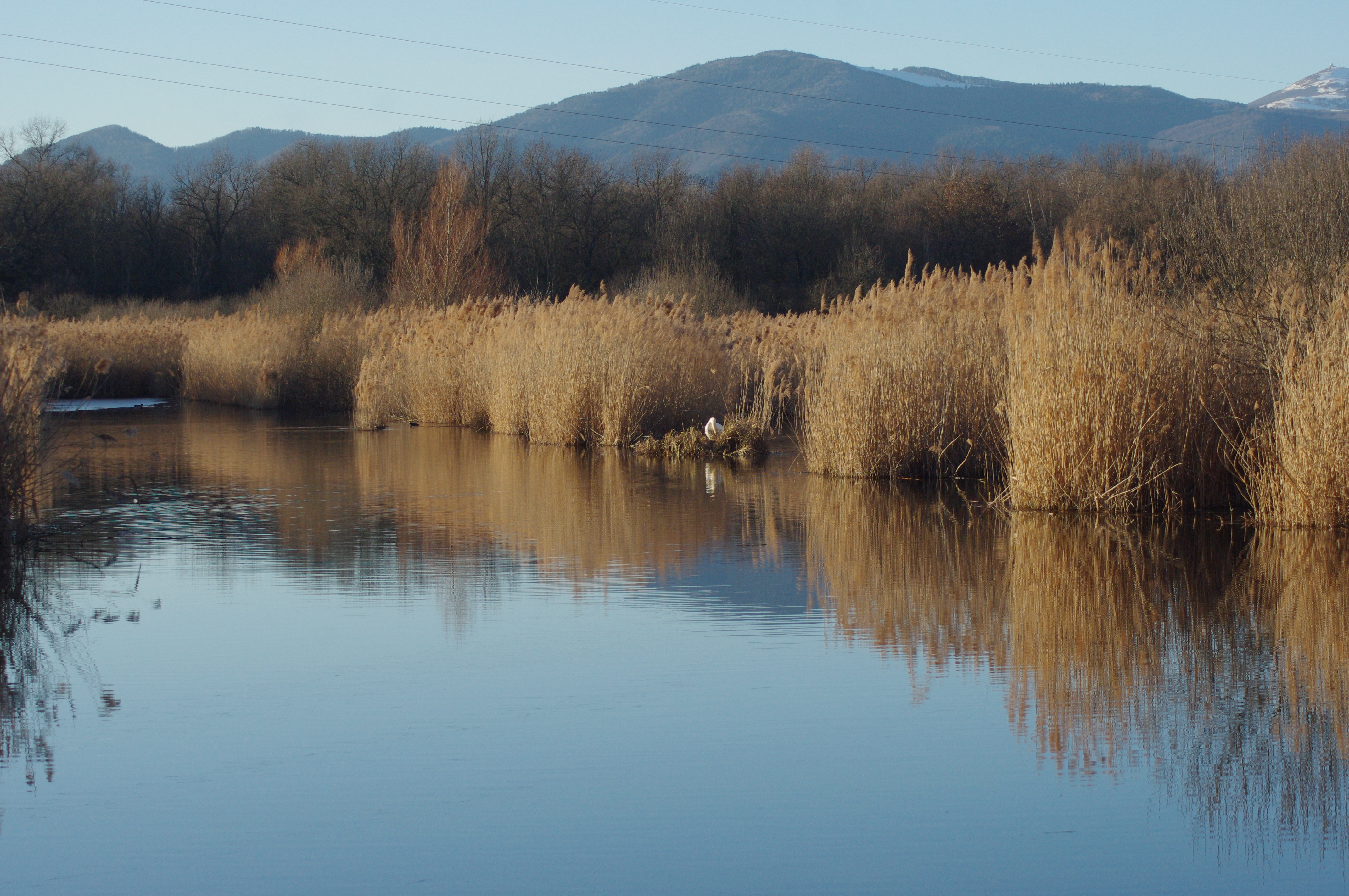
一处水塘

维特尔赛姆位于法国东北部，大东部大区东南部和上莱茵省中南部，距离省会科尔马大约37公里。与维特尔赛姆接壤的市镇包括： 塞尔奈、吕特巴克、法斯塔特、皮尔沃赛姆、雷南格、里什维莱尔、斯塔弗尔费尔登、维特奈姆和于福尔茨。

### 地形
维特尔赛姆位于阿尔萨斯平原南部腹地，境内以平原为主，市镇中心地势较为平坦，市区东部和东南部有多处采矿活动遗留形成的terril，全境海拔在239到285米之间。

### 水文
蒂尔河自西向北流经维特尔赛姆市镇范围西北部，此外市镇南部还有多处采矿活动后遗留的坑地，被水填满后形成水塘。

### 植被
维特尔赛姆属于温带阔叶混交林区，林地多分布于市镇东部的铁路线附近以及市区南部的Graffenwald和Amélie 2街区。市镇东南部被开辟为罗特莫斯水塘和荒地自然保护区。
在鲜花城市的评比中，维特尔赛姆被评为3星级鲜花城市。

### 气候
维特尔赛姆在柯本气候分类法中属于带有大陆性气候特征的温带海洋性气候（Cfb）。

## 行政区划
维特尔赛姆的市镇编号为68375，邮政编号为68310。
在行政管理方面，维特尔赛姆隶属于法国大东部大区上莱茵省米卢斯区；在地方选举方面，维特尔赛姆隶属于维特奈姆县，其市镇范围全境被划入上莱茵省第四选区；在社会管理方面，维特尔赛姆是米卢斯阿尔萨斯城市圈公共社区的组成部分。
截至2024年11月，维特尔赛姆市镇范围内暂无任何城市敏感街区及城市政策优先街区。
法国国家统计与经济研究所（简称“INSEE”）在进行数据统计时，将维特尔赛姆及相邻的另外19个市镇设为米卢斯城市核心区，并将包括核心区在内的周边共60个市镇划为米卢斯城市区。自2020年起，米卢斯城市区被包含132个市镇的米卢斯城市辐射区代替。此外，INSEE还将维特尔赛姆市镇分为了5个“块区”（IRIS），以便于统计人口分布情况。

## 交通

### 公路
法国国道N66线经过维特尔赛姆市镇南部，另有上莱茵省省道D19线和D19i线在维特尔赛姆境内交汇。大东部大区城际客运（商业名称为“Fluo”）下属的城际客运68R059经停维特尔赛姆，可通往坦恩、塞尔奈等地。
2021年，85.6%的维特尔赛姆家庭拥有至少一辆私人汽车。2022年，维特尔赛姆境内共发生各类交通事故4起，造成5人受伤，其中1人重伤。
| D2 | 10 |

| 18 | 5 |

| 科尔马 | 37 |

| 恩西赛姆 | 12 |

| 米卢斯 | 15 |

| 法斯塔特 | 8 |

| 塞尔奈 | 6 |

| 吕特巴克 | 8 |

### 铁路
吕特巴克—克吕特铁路经过维特尔赛姆市区南部并设有格拉芬瓦尔德站，此外斯特拉斯堡—圣路易铁路经过市镇东部，原维特尔赛姆站已于2011年关闭。格拉芬瓦尔德站位于维特尔赛姆市区南部，该站停靠米卢斯Tram-train，以及往返于米卢斯和克吕特之间的区域列车。

### 航空
维特尔赛姆距离巴塞尔-米卢斯-弗赖堡欧洲机场的公路里程大约40公里。

### 城市公共交通
维特尔赛姆是米卢斯城市公共交通（商业名称为“Soléa”）的服务范围，后者为米卢斯阿尔萨斯城市圈公共社区的公共交通系统。截至2024年11月，该系统共包括三条有轨电车线路和数十条公交线路，其中公交12线和城际公交53路经过维特尔赛姆市区并设站。

## 政治

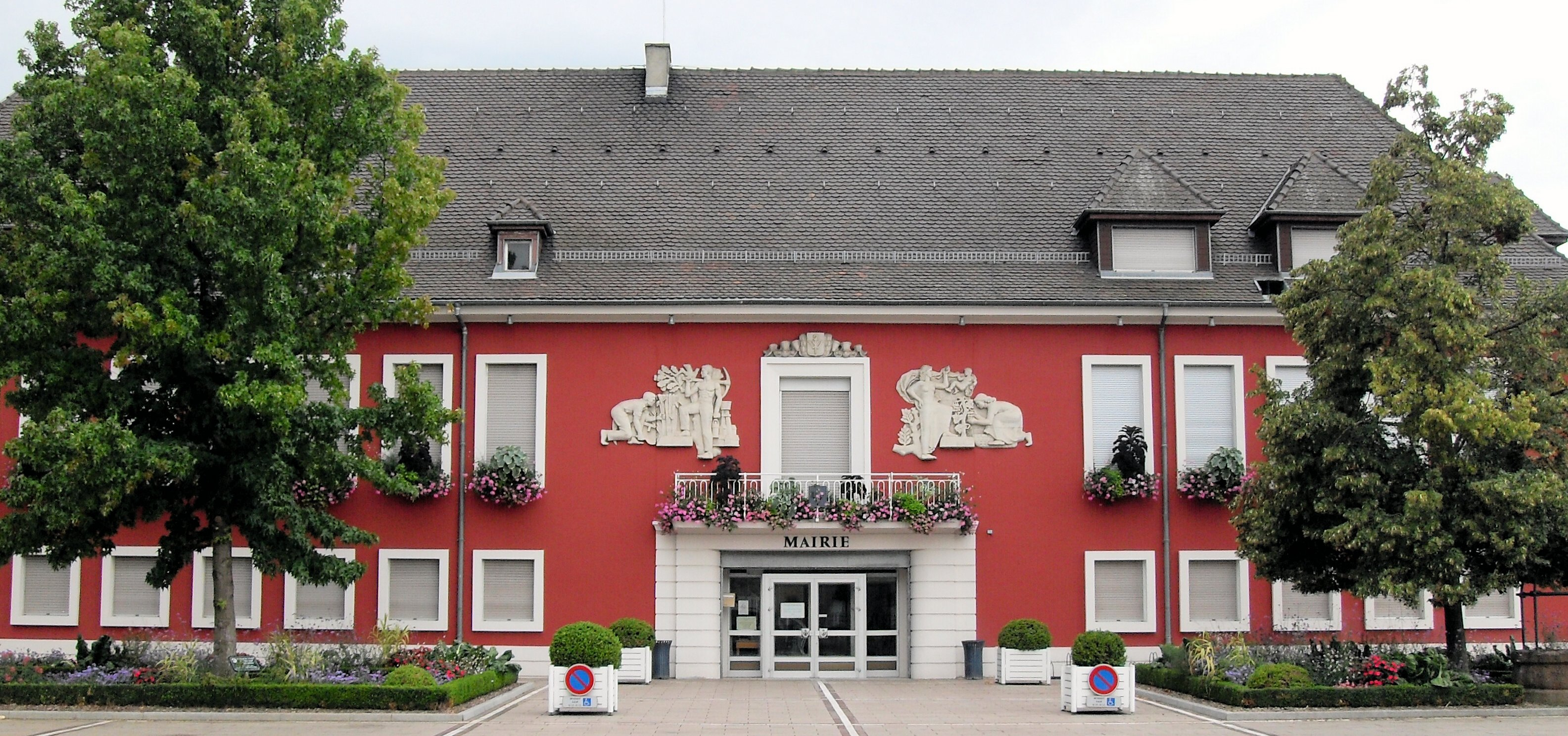
维特尔赛姆市政厅

维特尔赛姆的现任市长为伊夫·格普费特先生（Yves GOEPFERT），他是一名中间派，在2020年的市政选举中获得了100.00%的支持率（无其他候选人）。
在2022年的法国总统大选的第二轮选举中，法国极右翼政党国民阵线主席玛丽娜·勒庞在维特尔赛姆获得了61.03%的支持率。

## 人口
2021年，维特尔赛姆市镇人口数量为10,334，在法国排名第980位。其中男性5,101人，女性5,233人，75岁及以上人口占9.2%，外籍人口数量为513人，人口密度为437人/平方公里，当地居民被称为（男性）或（女性）。2022年，维特尔赛姆境内出生106人，死亡人口103人。
| 维特尔赛姆1900年－2021年人口变化情况 |
|                                      |
| 数据来源：Cassini、INSEE             |

## 经济
截至2024年11月，维特尔赛姆市镇范围内共有各类用人单位（包含自雇）1,329家，平均历史为14年，其中98.57%为中小型企业（PME），2024年9月至11月间，当地的经济活力指数为0。（印刷）、（工业设备销售）及（木质材料包装）是当地2022年已公布营业额最高的三个企业，分别为54,566,392欧元、14,980,721欧元和12,013,974欧元。

## 财政与居民收入
2022年，维特尔赛姆的财政收入总额为9,423,470欧元，财政支出总额为10,979,900欧元，当年的债务总额为8,442,730欧元。2022年，维特尔赛姆市镇通过增值税获得742,890欧元的收入，此外当地还共获得了561,450欧元的国家直接财政补助。
| 维特尔赛姆居民收入情况                           | 维特尔赛姆居民收入情况 | 维特尔赛姆居民收入情况 | 维特尔赛姆居民收入情况 |
| 内容                                             | 维特尔赛姆             | 法国                   | 统计年份               |
| ------------------------------------------------ | ---------------------- | ---------------------- | ---------------------- |
| 征税家庭总数                                     | 4,478                  | 1,081（法国市镇平均）  | 2022年                 |
| 居民平均月收入                                   | 2,175欧元              | 2,435欧元              | 2022年                 |
| 高级职员人均月收入                               | 3,419欧元              | 4,331欧元              | 2021年                 |
| 中级职员人均月收入                               | 2,417欧元              | 2,470欧元              | 2021年                 |
| 普通职员人均月收入                               | 1,774欧元              | 1,801欧元              | 2021年                 |
| 贫困率                                           | 11%                    | 14.5%                  | 2020年                 |
| 青壮年（15至64岁）失业率                         | 11.9%                  | 7.4%                   | 2020年                 |
| 征税家庭数量占比                                 | 49.3%                  | 45.5%                  | 2020年                 |
| 家庭年均纳税                                     | 2,509欧元              | 4,393欧元              | 2022年                 |
| 资料来源：INSEE、L'Internaute、Le Journal du Net |                        |                        |                        |

## 社会事务

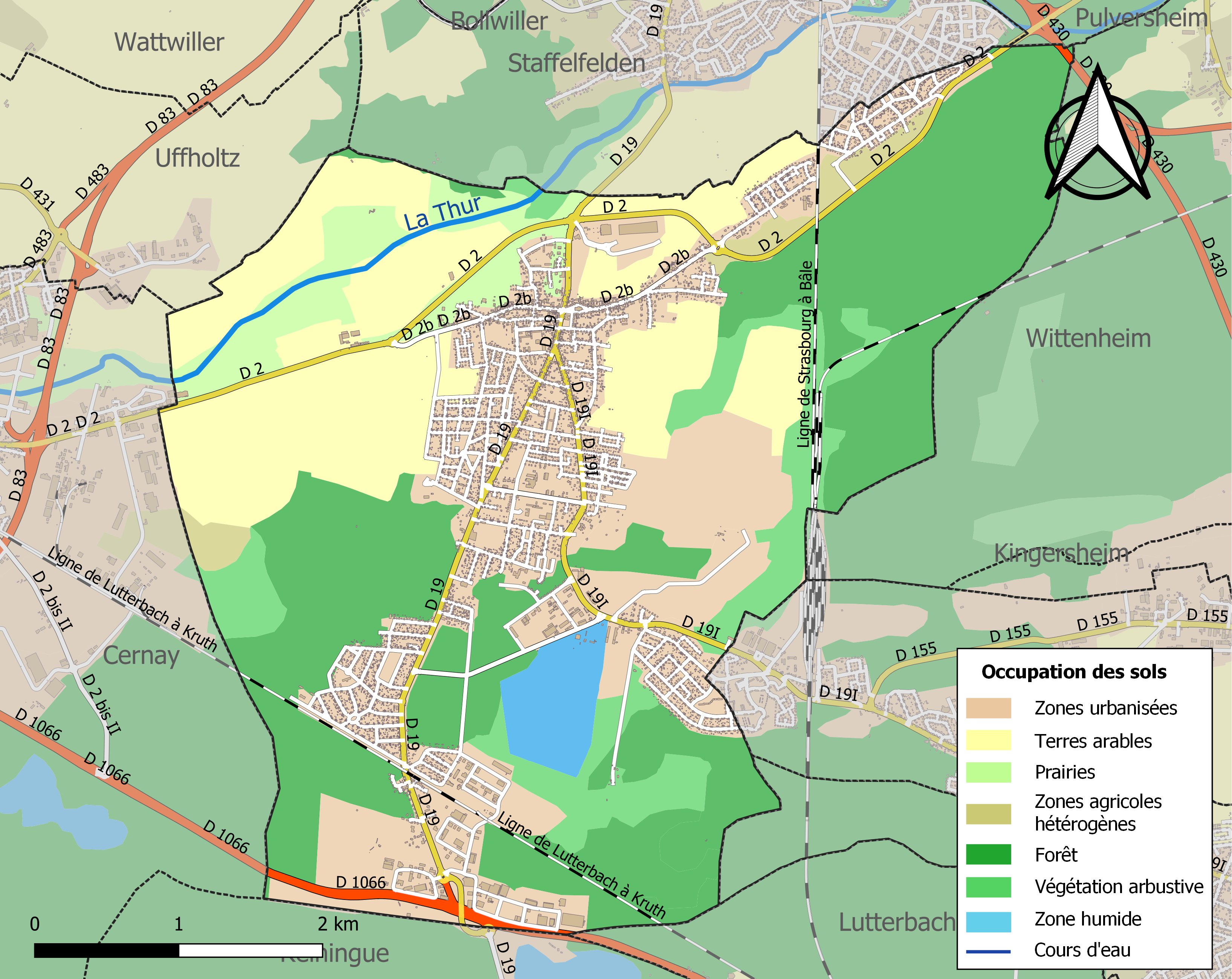
维特尔赛姆土地利用情况地图

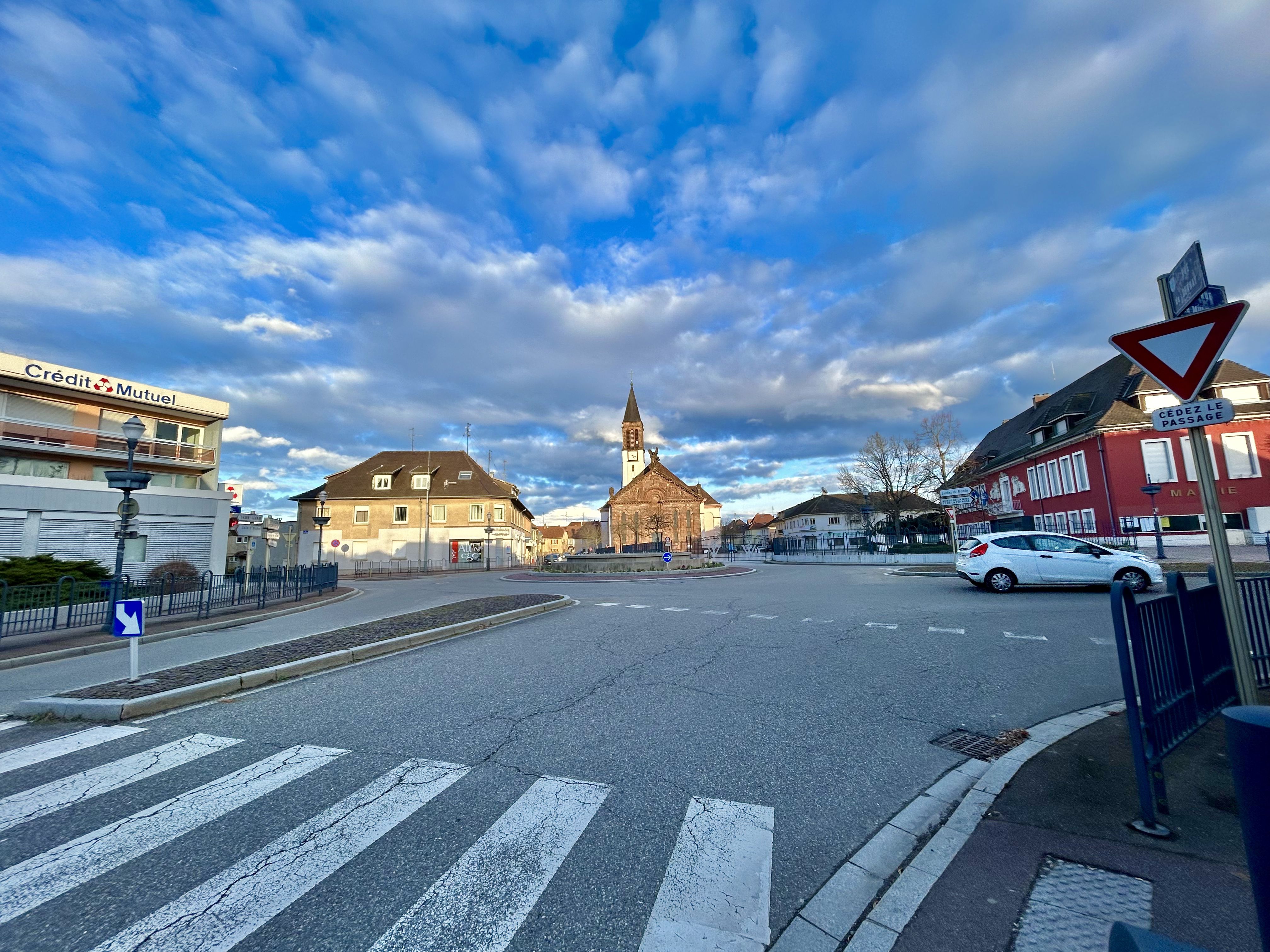
中心环岛

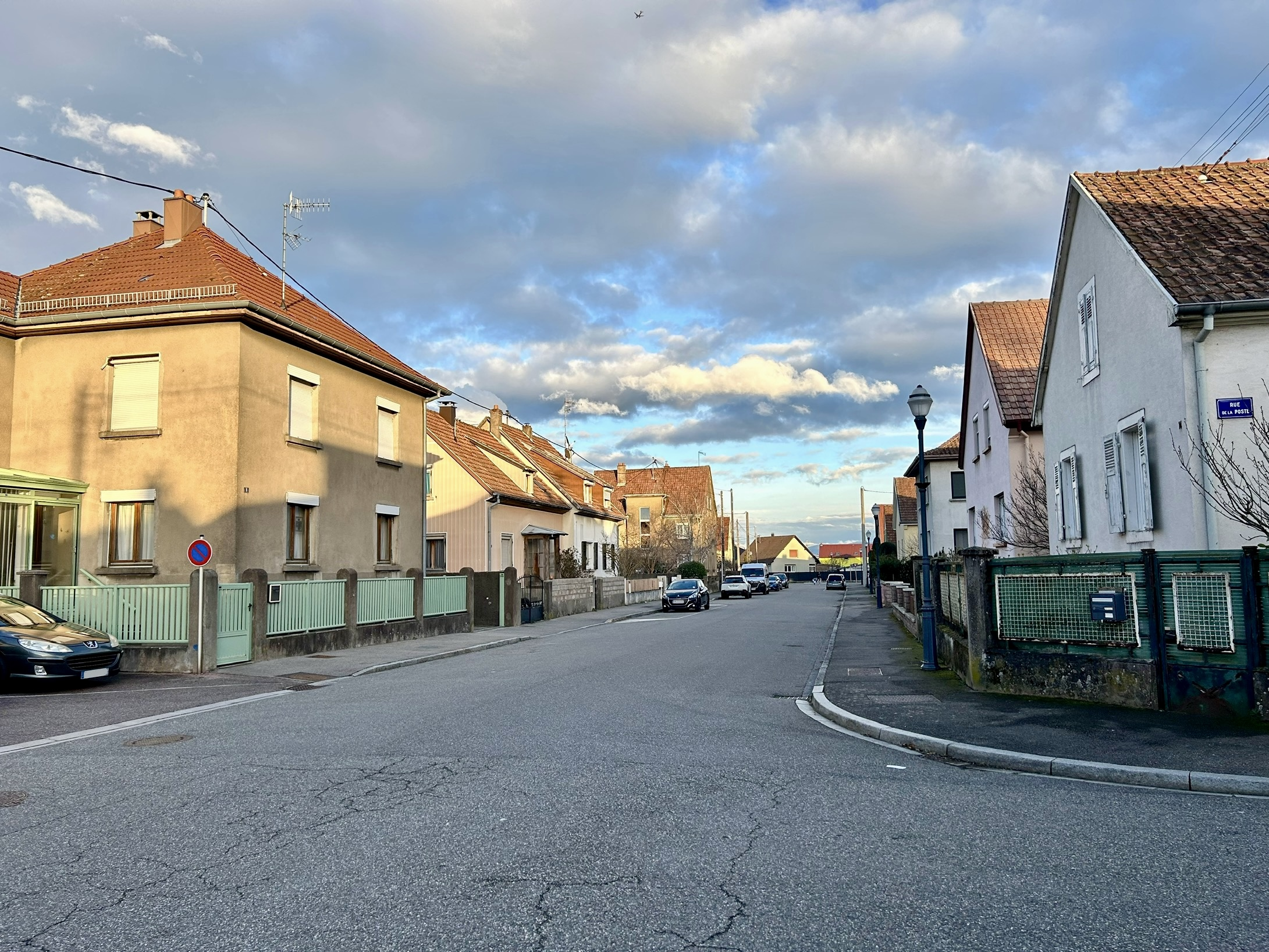
尚街

### 教育
维特尔赛姆属于斯特拉斯堡学区。截至2023年1月1日，维特尔赛姆境内共有2所幼儿园、5所小学、3所初级中学和1所普通高中。2022至2023学年度，维特尔赛姆境内共有在校中等教育阶段学生1,362名。

### 医疗
截至2023年1月1日，维特尔赛姆境内共有全科医生3名、保健师9名、牙医3名、护士8名、助产士1名和药房2家。
距离维特尔赛姆最近的区域性医疗机构为法斯塔特中心医院（Centre Hospitalier de Pfastatt），其主病区医院位于法斯塔特市区，距离维特尔赛姆市区的正常车程大约13分钟，该院设有床位223个。

### 住房
2021年，维特尔赛姆境内共有各类住房4,846套，其中73.3%为独立式住宅，26.6%为集中式住宅。常住房屋占维特尔赛姆市镇范围内居民建筑总量的92.7%。
在住房保障政策方面，2023年，维特尔赛姆境内共有1,655户家庭获得了家庭津贴补助，受益人数占总人口数量的16.0%，其中530份为房租补助。

### 商业
2021年，维特尔赛姆境内共有各类实体商铺238家，其中餐厅21家、大型超市2家、杂货店2家、面包房5家、肉铺3家、装饰品店2家、银行门店3家、美容美发店18家、汽车维修店27家。维特尔赛姆镇中心北部建有一家Super U超市。

### 体育
2023年，维特尔赛姆境内共有5间体育馆、1座综合体育场、1处网球场、9处足球或橄榄球场、2处篮球或排球场以及1处高尔夫球场。
截至2024年11月，维特尔赛姆阿梅利城体育协会足球俱乐部（编号503948）是维特尔赛姆境内唯一的一家注册足球俱乐部，成立于1935年，其主队2024至2025赛季参加大东部大区足球联赛丙组（法国第八级别），其主场为伊波利特·阿尔迪市政球场（Stade Municipal Hyppolite Hardy）。

### 环境
维特尔赛姆的环境事务由其所属的米卢斯阿尔萨斯城市圈公共社区联合各级政府协调负责。2021年，维特尔赛姆境内共有1家污染企业。

### 治安
2021年，维特尔赛姆市镇范围内共有1处宪兵队。
2023年，维特尔赛姆市镇范围内累计记录各类案件251起，其中盗窃类案件64起，人身侵犯类案件108起，毒品交易类案件11起。

## 文化

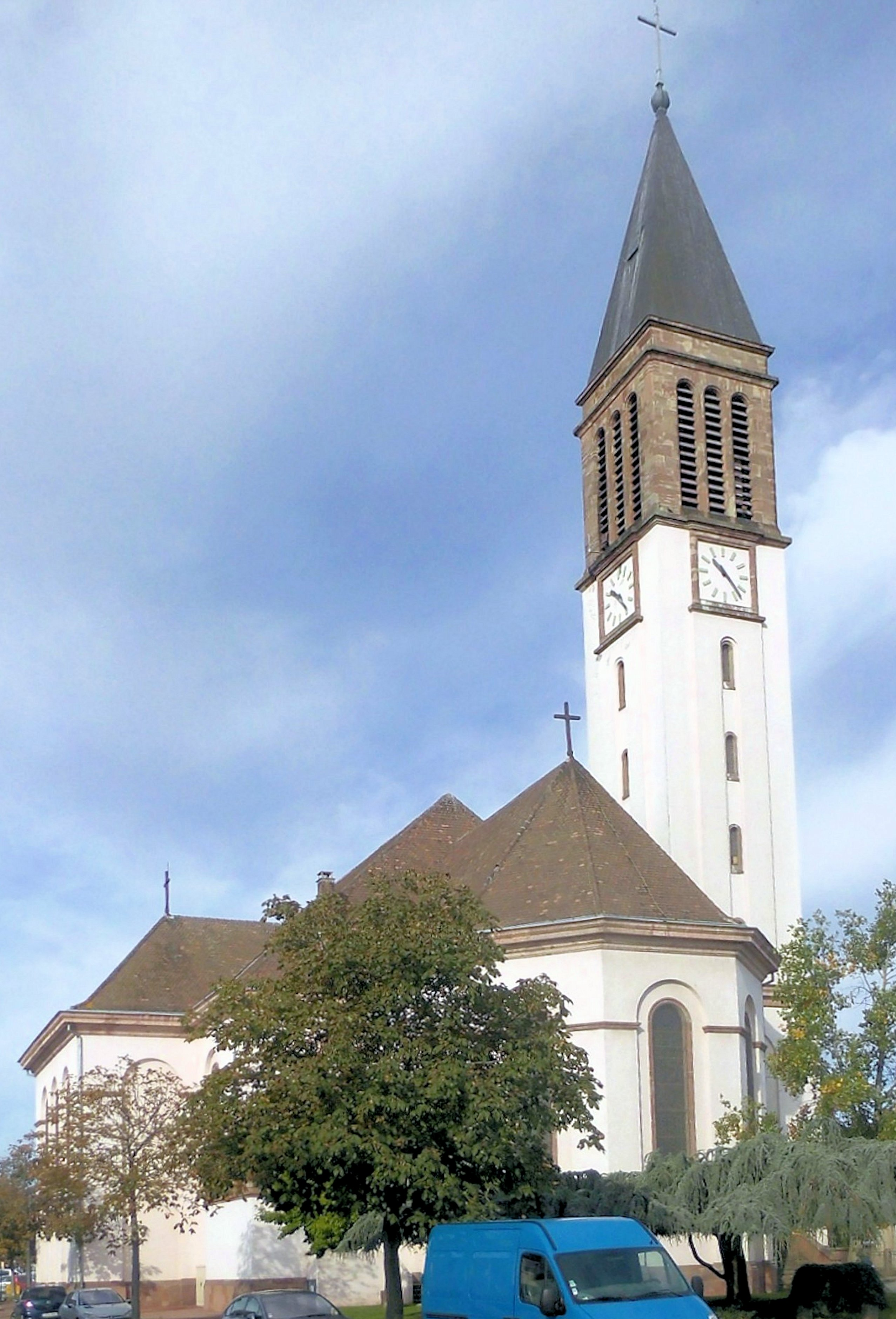
圣米歇尔教堂

2021年，维特尔赛姆境内暂无任何文化设施。维特尔赛姆境内建有多媒体中心（Médiathèque），每周二至六向公众开放。

### 建筑
维特尔赛姆境内有多处历史建筑，其中镇中心的圣米歇尔教堂（Église Saint-Michel de Wittelsheim）和市镇东部与里什维莱尔交界处的圣皇教堂（Église du Christ-Roi Wittelsheim）等为法国国家文物保护单位。

### 旅游
维特尔赛姆的旅游事务由其所属的米卢斯阿尔萨斯城市圈公共社区联合各级政府协调负责。2024年，维特尔赛姆暂无任何游客接待设施。

### 媒体
法国主要的媒体均可在维特尔赛姆接收，法国电视三台下属的大东部大区频道在部分时段播出维特尔赛姆所在上莱茵省的地方新闻。《阿尔萨斯报》、《阿尔萨斯最新消息》、阿尔萨斯电视台、蓝色法兰西阿尔萨斯广播等是当地主要的地方性媒体。

## 友好城市
截至2024年11月，维特尔赛姆共与两座城市建立了友好城市关系：
- 德国 比尔施塔特
- 谢尔省 维耶尔宗